# Хрисовалантіс Теулі
Хрисовалантіс Теулі (грец. Χρυσοβαλάντης Θεούλη; 16 травня 1989, Кіренія) — кіпрський футбольний арбітр. Арбітр ФІФА та УЄФА з 2021 року. Судить матчі в Дивізіоні А з 2018 року.

## Суддівська кар'єра
28 вересня 2018 року Теулі обслуговував свій перший матч у національній лізі Кіпру. Під час матчу між «Аполлон Лімасол» і «Еносіс Неон Паралімні» 5–0 арбітр тричі показав жовту картку.
У єврокубках дебютував 28 липня 2022 року під час матчу між командами «Кішвард» та «Кайрат» у другому кваліфікаційному раунді Ліги конференцій Європи УЄФА. Матч закінчився з рахунком 1–0, а Теулі тричі показав жовту картку.
Він відсудив свій перший міжнародний матч на рівні збірних 17 листопада 2022 року, коли Португалія перемогла Нігерію з рахунком 4–0 завдяки двом голам Бруну Фернандеша та влучним ударам Гонсало Рамуша та Жуана Маріу. Під час цього матчу Теулі показав жовті картки Рікардо Орті та Огенекаро Етебо.
Теулі судив матчі Суперкубка Кіпру 2022, 2024 років.